# Natxo Montero
Natxo Montero (Bilbao, 1972) és un coreògraf i ballarí basc. Inicialment es va especialitzar en dansa tradicional basca. Més endavant també es va formar en dansa contemporània i interpretació, completant la seva formació entre Brussel·les, Lisboa, Barcelona i França. Posteriorment va participar en diverses obres com a intèrpret, fins que el 2008 va crear la seva companyia. Entre les seves obres més destacades s'inclouen CUADRA-T i Carni di prima qualità, dues peces premiades i amb recorregut nacional i internacional. També destaca Barbecho, en col·laboració amb Laia Cabrera, estrenada al juny de 2014 a la sala La Fundición de Bilbao.
Actualment combina la seva feina com a coreògraf amb la d'intèrpret en diferents muntatges, i la tasca pedagògica. Entre els darrers muntatges hi destaquen aquells realitzats amb el Teatro Arriaga.